# هاری نیکانن
هاری نیکانن (فنلاندی: Harri Nykänen؛ زادهٔ ۲۰ ژوئن ۱۹۵۳) فیلم‌نامه‌نویس، روزنامه‌نگار و نویسنده داستان‌های جنایی اهل فنلاند است.
از فیلم‌هایی که وی در آن‌ها نقش داشته‌است، می‌توان به هلسینکی اشاره نمود.